# Basay (Negros Oriental)
Basay è una municipalità di quarta classe delle Filippine, situata nella Provincia di Negros Oriental, nella regione di Visayas Centrale.
Basay è formata da 10 baranggay:
- Actin
- Bal-os
- Bongalonan
- Cabalayongan
- Cabatuanan
- Linantayan
- Maglinao
- Nagbo-alao
- Olandao
- Poblacion